# Turn! Turn! Turn!
„Turn! Turn! Turn!“ je píseň, kterou koncem padesátých let napsal Pete Seeger. Jako text použil prvních osm veršů třetí kapitoly biblické Knihy Kazatel. První verzi písně nahrála v roce 1962 folková skupina The Limeliters. Nejznámější se však stala až verze skupiny The Byrds z roku 1965. Ta vyšla jako singl a umístila se na prvním místě v americké hitparádě Billboard Hot 100 a na šestadvacátém v britské UK Singles Chart. Mezi další interprety, kteří píseň nahráli, patří například Judy Collins, Jan & Dean a při koncertech ji hrál například Bruce Springsteen.
česká coververze
Pod názvem „Zní z dálky zvon“ s textem Ivo Fischera ji v roce 1970 nazpíval Waldemar Matuška se Sborem Lubomíra Pánka